# Politécnico de Milán
El Politécnico de Milán, (en italiano: Politecnico di Milano), conocida habitualmente como Polimi, es una universidad politécnica localizada en la ciudad de Milán en Italia. Con alrededor de 42.000 estudiantes, es la escuela técnica más grande del país. Tiene como objetivo la formación de ingenieros, arquitectos y diseñadores industriales, entregando los correspondientes diplomas laurea y laurea specialistica. Fundada en 1863 por Francesco Brioschi, es también la universidad más antigua de Milán. Inspirado por los institutos politécnicos alemanes y suizos, Brioschi fundó la escuela con el objetivo de impulsar el progreso científico y tecnológico de Italia. La universidad tiene dos campus principales en la ciudad de Milán, donde se concentran la mayoría de las actividades, así como otros campus satélites en cinco ciudades más de las regiones de Lombardía y Emilia-Romaña. Las oficinas centrales y la sede se encuentran en el campus histórico de Città Studi, que es también el más grande y está en funcionamiento desde 1927.
La universidad ofrece una selección diversa de programas de posgrado. De sus 40,000 estudiantes, aproximadamente 8,000 son internacionales y provienen de más de 100 países. También ha establecido alianzas con varias instituciones prestigiosas en todo el mundo, incluyendo ETH Zurich, TU Delft y el Instituto de Tecnología de Massachusetts. A partir de 2024, el Politécnico de Milán se considera selectivo, con una tasa de aceptación del 28%.
El Politécnico de Milán es considera una de las principales universidades técnicas en Europa y se clasifica constantemente como una de las mejores escuelas de arquitectura e ingeniería del mundo.Según el QS World University Rankings en la categoría de Ingeniería y Tecnología en 2022, ocupó el 13º lugar a nivel mundial. Se clasificó 6º a nivel mundial en diseño, 9º en ingeniería civil y estructural, 9º en ingeniería mecánica y aeroespacial, y 7º en arquitectura. Sus alumni o profesores notables incluyen al químico y Nobel Giulio Natta, al ingeniero, inventor y pionero de la aeronáutica Enrico Forlanini, a la ingeniera Amalia Ercoli-Finzi, al novelista Carlo Emilio Gadda y a los arquitectos Renzo Piano y Aldo Rossi.

## Historia

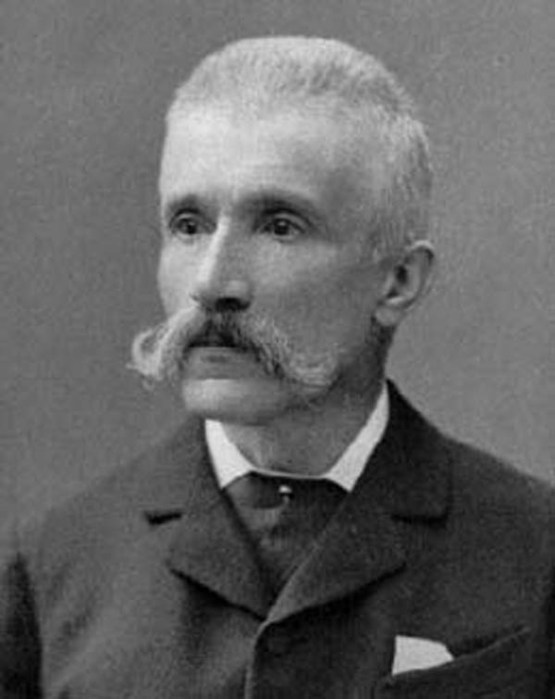
Francesco Brioschi (1824–1897), fundador y primer rector del Politécnico de Milán.

El Politécnico de Milán fue fundada el 29 de noviembre de 1863 por Francesco Brioschi, secretario del Ministerio de Educación y rector de la Universidad de Pavía. Su establecimiento formó parte de un movimiento más amplio en Italia para promover la educación técnica y científica, lo cual, a su vez, apoyaría el desarrollo industrial y tecnológico durante los primeros años de unificación del país. Su nombre original fue el Instituto Técnico Superior (Istituto Tecnico Superiore) y solo se enseñaban Ingeniería Civil e Industrial en el Palacio del Senado. Las administraciones locales (Municipio y Provincia de Milán), la Cámara de Comercio, la Cassa di Risparmio delle Provincie Lombarde, asociaciones culturales y empresarios contribuyeron a la fundación. La Arquitectura, la segunda principal línea de estudio de la universidad, se introdujo en 1865 en cooperación con la Academia de Bellas Artes de Brera. En el primer año solo se admitieron 30 estudiantes. A lo largo de las décadas, la mayoría de los estudiantes fueron hombres: la primera graduada femenina de la universidad fue en 1913.

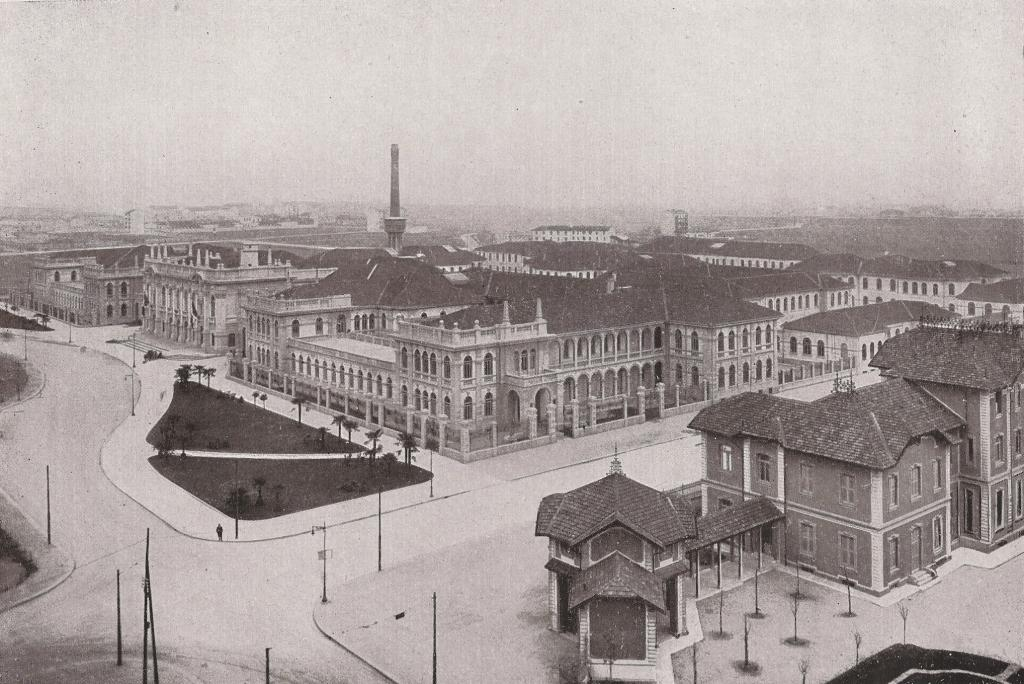
Edificios de la Città Studi en 1930.

En 1927, la universidad se trasladó a la plaza de Leonardo da Vinci, ahora se conoce como la Ciudad de los Estudios (Città studi), donde aún se encuentran las principales instalaciones de la universidad. En ese momento, se le llamaba Politécnico Real. (Regio Politecnico) La palabra "Regio" fue eliminada cuando Italia fue proclamada república al final de la Segunda Guerra Mundial. El edificio histórico que todavía se utiliza hoy fue diseñado y construido por ingenieros y arquitectos, todos graduados de la misma universidad.
El escudo actual, basado en un detalle del boceto preparatorio de Escuela de Atenas de Rafael Sanzio, fue adoptado en 1942. Hasta entonces, no existía un logo oficial para la institución.

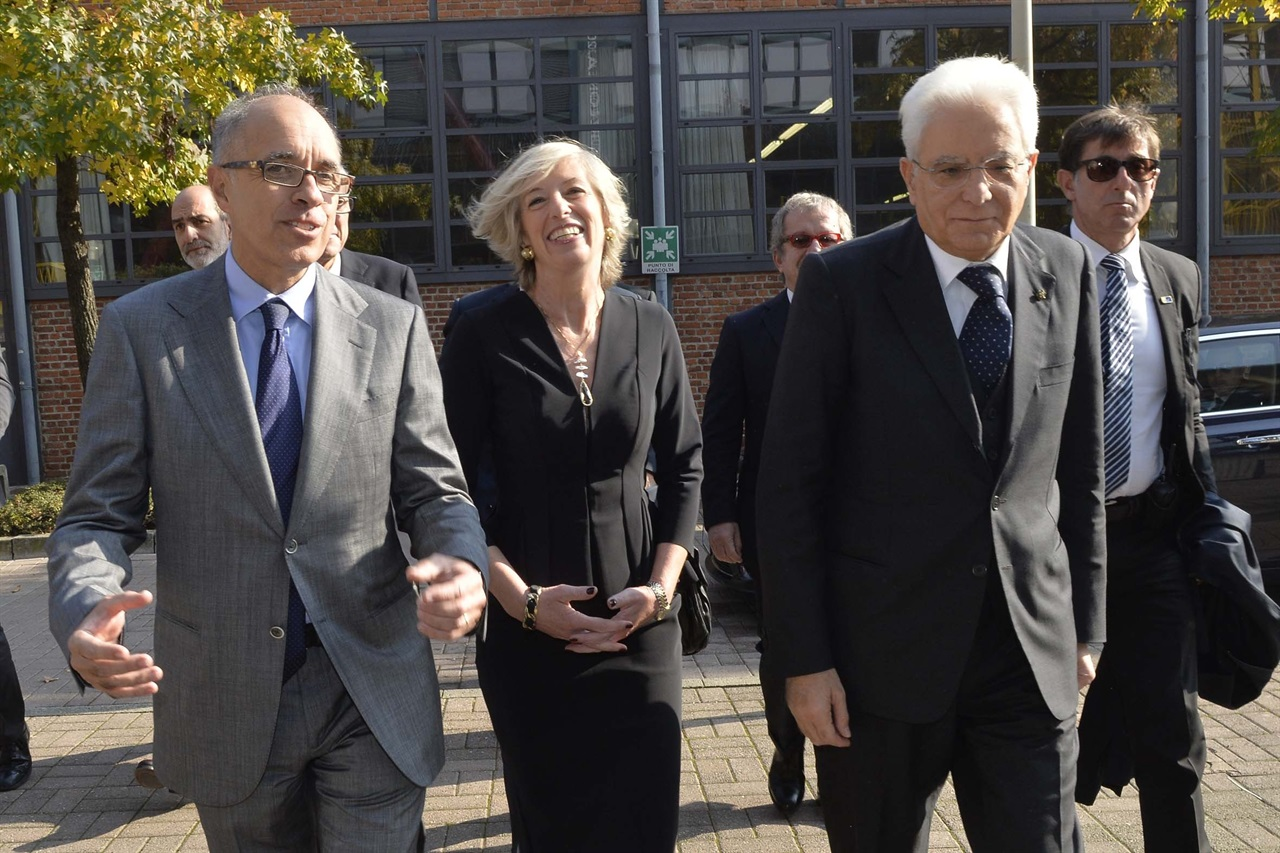
El exrector Giovanni Azzone con la Ministra de Educación Stefania Giannini y el Presidente de la República Italiana Sergio Mattarella en el campus de Bovisa en 2015.

En 1954, se inauguró en la universidad el primer centro europeo de computación electrónica, fundado por Gino Cassinis y Ercole Bottani. En 1963, químico Giulio Natta recibió el Premio Nobel de Química por su investigación sobre los polímeros cristalinos, en particular el polipropileno. En 1977, se lanzó el satélite artificial Sirio, desarrollado conjuntamente por la universidad y otras empresas.
Desde finales de la década de 1980, la universidad ha iniciado un proceso de expansión territorial que ha resultado en la apertura de sus campus satélites en los regiones de Lombardía y Emilia-Romaña. En 1993 se inició un programa universitario en diseño industrial. En 2000, se creó la facultad de diseño de la universidad con nuevos cursos en programas de pregrado y posgrado en diseño gráfico y visual, moda y diseño de interiores, junto con el diseño industrial ya existente.
En 2002 se creó la Fundación Politécnico de Milán (Fondazione Politecnico di Milano). Entre los principales objetivos está la participación de las empresas y las estructuras públicas en la universidad. En 2004 se fundó, en colaboración con el Politécnico de Turín, la Alta Escuela Politécnica (Alta Scuola Politecnica). En abril de 2012, la universidad anunció que, a partir de 2014, todos los cursos de posgrado se impartirían únicamente en inglés.Esta decisión fue posteriormente revisada parcialmente, tras la sentencia del Tribunal Supremo Italiano, que estableció que el idioma italiano no podría ser totalmente abolido ni relegado a un papel marginal.

## Personajes destacados de la institución

### Docentes ilustres
- Luigi Amerio (Análisis matemático desde 1949 hasta 1987).
- Amedeo Bellini (Restauración desde 1972 hasta 2011), arquitecto e historiador de arquitectura italiano, teórico de la conservación arquitectónida.
- Giuseppina Biggiogero Masotti (Geometría desde 1948 hasta 1969).
- Camillo Boito (Arquitectura desde 1865 hasta 1908).
- Luciano Caglioti (Química).
- Antonio Cassi Ramelli (Arquitectura desde 1937 hasta 1964).
- Anna Castelli Ferrieri (Arquitecta).
- Carlo Cercignani (Matemática).
- Cesare Chiodi (Ingeniería civil y urbanística desde 1914 hasta 1955).
- Giuseppe Ciribini (ingeniero considerado el padre de la Arquitectura técnica en Italia; fue también estudiante de la institución).
- Duilio Citrini (Ingeniería hidráulica desde 1958 hasta 1988).
- Giuseppe Colombo (Mecánica desde 1865 al 1911), también fue rector de la institución, diputado e presidente della Cámara de Diputados, senador, ministro de Finanzas, presidente de la empresa Edison y presidente del Credito Italiano.
- Marco Cugiani (Matemática).
- Luigi Dadda (Electrónica desde 1962 hasta 1994).
- Philippe Daverio (Diseño).
- Fabrizio de Miranda (Técnica de construcciones desde 1965 hasta 1996).
- Marco Dezzi Bardeschi (Conservación y restauración), director de 'ANANKE, revista sobre restauración y conservación de Arquitectura.
- Amalia Ercoli-Finzi (Mecánica aeroespacial), recibió la Medalla Frank J. Malina Astronautics en 2012 de la Federación Internacional de Astronáutica. Fue también estudiante del Politécnico donde se graduó con "100/100 e lode" con medalla de oro de la Asociación Italiana de Aeronáutica y Astronáutica. Actualmente es Profesora Honoraria de Ingeniaría Industrial.
- Giuseppe Ferrario (Geodesia, Topografía y Cartografií), fue también vicedirector del Politécnico, donde dirigió el gabinete de topografía (desde 1915) y el instituto de geodesia (desde 1922).
- Leo Finzi (Ciencia de la construcción).
- Jacopo Gardella (Diseño de interiores fino al 2009).
- Emilio Gatti (Física y electrónica aplicada desde 1957 hasta 1997).
- Laura Gotusso (Cálculo numérico desde 1960).
- Ermanno Marchionna (Geometría desde 1969 hasta 1988).
- Giulio Natta (Química industrial desde 1938 hasta 1973),  Recibió el Premio Nobel de Química en 1963. Fue también estudiante de la institución.
- Roberto Piontelli (Química física).
- Gio Ponti (Arquitectura desde 1936 hasta 1961).
- Giovanni Prouse (Matemática).
- Alfio Quarteroni (Matemática hasta 2002).
- Adolfo Quilico (Química 1943).
- Sergio Rinaldi (Teoría de sistemas desde 1969).
- Ernesto Nathan Rogers (Arquitectura 1964).
- Aldo Rossi (Composición Arquitectónica).
- Armando Tauro (Economía industrial).
- Antonio Stoppani (Geología, 1867).
- Orazio Svelto (Física de la materia).
- Marco Zanuso (Arquitectura desde 1961 hasta 1991)

### Estudiantes ilustres
- Roger Abravanel (mánager e consulente 1946)
- Paola Antonelli (diseñador y arquitecto 1963)
- Arrigo Arrighetti (arquitecto 1922-1989)
- Gae Aulenti (arquitecto 1927-2012)
- Ermanno Bazzocchi (ingeniero aeronáutico 1914-2005)
- Stefano Belisari (cantante 1961)
- Giuseppe Mario Bellanca (ingeniero aeronáutico 1886-1960)
- Piero Bottoni (arquitecto 1903-1973)
- Guido Canali (arquitecto 1934)
- Armando Tauro (Ingeniero 1978)
- Pier Giacomo Castiglioni (arquitecto 1913-1968)
- Giancarlo Cimoli (ingeniero químico, administrador de y delegado de Ferrovie dello Stato y Alitalia)
- Toribio Ciprian (arquitecto, proyectista, estudioso de la ciencia 1944)
- Paolo Caccia Dominioni (ingeniero civil, militar, escritor)
- Luigi Conconi (arquitecto y pintor 1852-1917)
- Attilio Colonello (pintor y escenógrafo 1930)
- Giancarlo De Carlo (arquitecto, ingeniero 1943),  recibió el Premio Wolf per le arti en 1988.[17]
- Giacomo Fauser (ingeniero y químico 1892-1971), creador del método Fauser-Montecatini para la producción de amoníaco.
- Giorgio Ferrari (ingeniero mecánico, diseñador nuclear, 1929)
- Gianfranco Ferré (arquitecto 1969)
- Beniamino Fiamma (ingeniero electrónico 1899-1985)
- Enrico Forlanini (ingeniero aeronáutico 1848-1930). Recordado como el inventor del alíscafo,  su actividad en el sector aeronáutico fue significativa en relación con los helicópteros y los dirigibles.
- Carlo Emilio Gadda (escritor 1893-1973)
- Gualtiero Galmanini (arquitecto y diseñador, 1909-1976)
- Ignazio Gardella (arquitecto, ingeniero 1905-1999)
- Francesco Giavazzi (ingeniero y economista 1949)
- Giulio Krall (ingeniero y matemático 1901-1971)
- Alberto Lina (empresario 1941)
- Luca Majocchi (empresario 1959)
- Luca Mangoni (arquitecto 1961)
- Paolo Mezzanotte (arquitecto 1878-1969)
- Claudio Moneta (actor, doblador, 1967)
- Adriano Olivetti (ingeniero químico y empresario, 1901-1960)
- Giancarlo Palanti (arquitecto y diseñador, 1906-1977)
- Renzo Piano (arquitecto 1937),  Recibió el Premio Pritzker en 1998.[18][19]
- Giovanni Battista Pirelli (ingeniero, emprendedor, político 1848-1932)
- Ferruccio Pizzigoni (estudiante, medalla de oro al valor militar, 1919-1943)
- Gio Ponti (arquitecto, 1921)
- Aldo Rossi (arquitecto 1959),  Recibió el Premio Pritzker en 1990.[19]
- Italo Rota (arquitecto y diseñador, 1953)
- Demetrio Stratos (cantante 1945-1979)
- Giuseppe Terragni (arquitecto 1904-1943)
- Fabrizio Viola (arquitecto e ingeniero 1961)
- Giuliano Zuccoli (director ejecutivo, 1943)
- Gustavo Reco (Arquitectura Avanzada, Paisaje, Urbanismo y Diseño)
- Patricia Urquiola (Arquitecta española, 1989)
- Pedro José Conti (Obispo y misionero católico, e ingeniero electrónico, 1949)